# Habenaria lizbethae
Habenaria lizbethae är en orkidéart som beskrevs av Roberto González Tamayo och Cuevas-figueroa. Habenaria lizbethae ingår i släktet Habenaria och familjen orkidéer. Inga underarter finns listade i Catalogue of Life.